# Divadelní park (Rijeka)

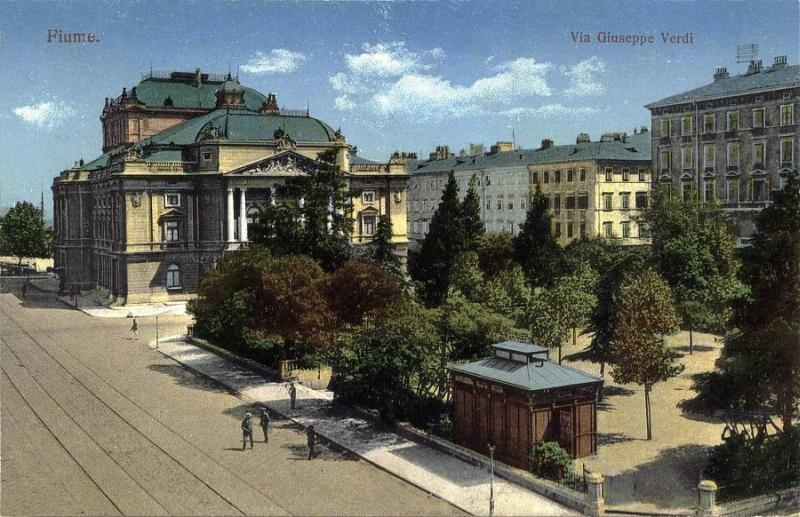
Park s národním divadlem na historické pohlednici.

Divadelní park (chorvatsky Kazališni park) je městský park, který se nachází v chorvatském přístavním městě Rijece. 
Stojí v přístavní části města (Luka), která má pravidelnou pravoúhelnou zástavbu. Obklopují ho ulice Ivana Zajca, Verdieva a Trninina. Z východní strany k parku přiléhá národní divadlo. Ústředním prvkem parku je socha Ivana Zajce, kromě toho ke straně přiléhající k divadlu stojí ještě fontána. 
Park vznikl v roce 1875 zasypáním části moře a výstavbou nové městské čtvrti. Vysázeno je zde několik růžových keřů, jejichž názvy odkazují k vážné hudbě. Park získal ocenění za jeden z nejlepších na území Chorvatska.